# Кузнецова, Валентина Георгиевна
Кузнецова Валентина Георгиевна (род. 8 февраля 1949, Воскресенское, Башкирская АССР) — советская и российская художница декоративно-прикладного искусства. Заслуженный художник РБ (1998). Член Союза художников РФ с 1983 года. Член-корреспондент Российской Академии Художеств (2012).

## Биография
Кузнецова Валентина Георгиевна родилась 8 февраля 1949 года в селе Воскресенское Мелеузовского района Республики Башкортостан.
В 1968 году окончила художественное отделение Уфимского училища искусств, в 1975 году — факультет теории и истории искусств института живописи, скульптуры и архитектуры имени И. Е Репина в Санкт-Петербурге.
С 1968 года преподавала в детской художественной школе г. Стерлитамака, в 1979—1988 годах — руководитель студии изобразительного искусства ДК им. М. И. Калинина в Уфе. С 2000 года живёт в Москве, работает преподавателем художественных студий.
Валентина Георгиевна работает с керамикой (глина, шамот, фаянс), создает керамические скульптуры, н вазы, блюда, пласты, занимается монументальной росписью.
Её работы находятся в коллекциях Государственной Третьяковской галереи, Московского музея современного искусства (ММОМА), Всероссийского музея декоративного искусства, Белгородского государственного художественного музея, Воскресенской картинной галереи, галерей «Мирас», «Урал», в частных собраниях в России и за рубежом.

## Работы
Работы малой скульптурной пластики «Салима-апа с дочерью» (1985); «Галина. Лето», (2003), «Самое дорогое», (1997); «Материнство. Стоящая», (1999), «Мои родители», «Моя мама», «Автопротрет», «Лето», «Жёны-мироносицы», «Пётр и Февронья».
Цикл мифологических и фантастических образов: «Вила-царица», «Весна-всадница» и др. Серия работ «Воскресенская жизнь».
Монументально-декоративные произведения для общественных зданий в городах Башкортостана и России.

## Выставки
Кузнецова Валентина Георгиевна — участница республиканских, зональных, региональных, межрегиональной, всероссийских, всесоюзных и зарубежных выставок с 1977 года, всего около 200 выставок.
- Всесоюзная молодёжная выставка, посвященная 60-летию Великого Октября (1977)
- Всероссийская выставка «60 лет Великого Октября» (1977)
- Всесоюзная выставка «Молодая гвардия Страны Советов» (1978)
- Всероссийская выставка "Молодые художники России (1978)
- Зональная выставка «Урал Социалистический» (1979)
- Всесоюзная выставка молодых художников (1980)
- Выставка «Советская Россия −6» (1980)
- Всероссийская выставка «По родной стране» (1981)
- Всероссийская передвижная выставка «По родной стране» (1982)
- Выставка «Советская Россия-7» (1985)
- Зональная выставка «Урал социалистический» (1985)
- Всероссийская выставка «По родной стране» (1987) и др.

Персональные выставки в городах Стерлитамак (1979, 1994), Уфа (1992, 1996, 1997, 1998), Салават (1993—1994), Москва (1994, 1996, 1997, 1998, 2001, 2006, 2007), Прага (1998), Екатеринбург (1999), Липецк (2005).

## Награды и звания
Заслуженный художник РБ (1998).
Диплом Российской Академии художеств (1998).
Серебряная медаль Российской Академии художеств (2007).